# Il Giallo Mondadori dal 2201 al 2300
|  | I 100 precedenti: Il Giallo Mondadori dal 2101 al 2200 |

## Dal N.2201 al N.2300
| N.   | Titolo italiano                           | Autore                              | Titolo originale | Pubblicazione     |
| ---- | ----------------------------------------- | ----------------------------------- | --- | ----------------- |
| 2201 | Sei notti di mistero                      | Cornell Woolrich                    | Six Nights of Mystery | 7 aprile 1991     |
| 2202 | Wycliffe e il ciclo della morte           | W.J. Burley                         | Wycliffe and the Cycle of Death | 14 aprile 1991    |
| 2203 | Alla luce del sole                        | James W. Hall                       | Under Cover of Daylight | 21 aprile 1991    |
| 2204 | Il gatto che vedeva rosso                 | Lilian Jackson Braun                | The Cat Who Saw Red | 28 aprile 1991    |
| 2205 | L'uomo che uccide                         | Mickey Spillane                     | The Killing Man | 5 maggio 1991     |
| 2206 | La follia del diplomatico                 | Henry Wade                          | Diplomat's Folly | 12 maggio 1991    |
| 2207 | Chi ha rubato la testa di zio Tobias?     | Jonathan Latimer                    | The Search for My Great Uncle's Head | 19 maggio 1991    |
| 2208 | Cherchez la femme                         | Gianni Materazzo                    | | 26 maggio 1991    |
| 2209 | Nido di topi                              | Michael Dibdin                      | Ratkin | 2 giugno 1991     |
| 2210 | Il mezzogiorno dei fantasmi               | John Dickson Carr                   | The Ghosts' High Noon | 9 giugno 1991     |
| 2211 | Povera Butterfly                          | Stuart M. Kaminsky                  | Poor Butterfly | 16 giugno 1991    |
| 2212 | Complesso di colpa                        | Anna Maria Fontebasso               | | 23 giugno 1991    |
| 2213 | Una maledetta fortuna                     | Bill Pronzini                       | Jackpot | 30 giugno 1991    |
| 2214 | Uno sconosciuto nella mia tomba           | Margaret Millar                     | A Stranger in My Grave | 7 luglio 1991     |
| 2215 | Perry Mason. Una catena di delitti        | Thomas Chastain                     | P.M. in the Case of the Burning Bequest | 14 luglio 1991    |
| 2216 | Intrighi a Bethlehem Road                 | Anne Perry                          | Bethlehem Road | 21 luglio 1991    |
| 2217 | Un'ombra sulla spiaggia                   | Ed McBain                           | The House that Jack Built | 28 luglio 1991    |
| 2218 | Un pomeriggio da ammazzare                | Shelley Smith                       | An Afternoon to Kill | 4 agosto 1991     |
| 2219 | Caffè nero e altri racconti               | Agatha Christie                     | | 11 agosto 1991    |
| 2220 | Il gatto che amava Brahms                 | Lilian Jackson Braun                | The Cat Who Played Brahms | 18 agosto 1991    |
| 2221 | L'ispettore Morse e la ragazza scomparsa  | Colin Dexter                        | Last Seen Wearing | 25 agosto 1991    |
| 2222 | Progetto per un omicidio                  | Carolyn G. Hart                     | Design for Murder | 1º settembre 1991 |
| 2223 | I soldi degli altri                       | Arthur Lyons                        | Other People's Money | 8 settembre 1991  |
| 2224 | Il libro del morto                        | Robert Richardson                   | The Book of the Dead | 15 settembre 1991 |
| 2225 | I bassifondi di Resurrection Row          | Anne Perry                          | Resurrection Row | 22 settembre 1991 |
| 2226 | Il segreto di Virginia                    | Margaret Millar                     | Vanishing in an Instant | 29 settembre 1991 |
| 2227 | Poodle Springs                            | Raymond Chandler & Robert B. Parker | Poodle Springs | 6 ottobre 1991    |
| 2228 | Il sonno dell'ingiusto                    | Elizabeth Ferrars                   | Sleep of the Unjust | 13 ottobre 1991   |
| 2229 | Morto e sepolto                           | Howard Engel                        | Dead and Buried | 20 ottobre 1991   |
| 2230 | Giudice sotto accusa                      | A.W. Gray                           | In Defense of Judges | 27 ottobre 1991   |
| 2231 | Delito d'annata                           | Ngaio Marsh                         | Vintage Murder | 3 novembre 1991   |
| 2232 | Messa a fuoco                             | John Lutz                           | Time Exposure | 10 novembre 1991  |
| 2233 | Tutto in una notte                        | Fredric Brown                       | Night of the Jabberwock | 17 novembre 1991  |
| 2234 | Il grande freddo                          | Scott Young                         | Murder in a Cold Climate | 24 novembre 1991  |
| 2235 | In corpore sano                           | Danila Comastri Montanari           | | 1º dicembre 1991  |
| 2236 | Il tarlo del sospetto                     | Ruth Rendell                        | Vanity Dies Hard | 8 dicembre 1991   |
| 2237 | Un Macbeth per mammina                    | James Yaffe                         | Mom Doth Murder Sleep | 15 dicembre 1991  |
| 2238 | Vespri                                    | Ed McBain                           | Vespers | 22 dicembre 1991  |
| 2239 | Sabbie canore                             | Josephine Tey                       | The Singing Sands | 29 dicembre 1991  |
| 2240 | In pace con i morti                       | Walter Satterthwait                 | At Ease With the Dead | 5 gennaio 1991    |
| 2241 | Lo sconveniente odore della morte         | Lawrence Block                      | Out on the Cutting Edge | 12 gennaio 1992   |
| 2242 | Profilo di un delitto                     | Rufus King                          | Profile of a Murder | 19 gennaio 1992   |
| 2243 | Bertie e i sette cadaveri                 | Peter Lovesey                       | Bertie and the Seven Bodies | 26 gennaio 1992   |
| 2244 | Testimone a rischio                       | Bill Pronzini                       | Breakdown | 2 febbraio 1992   |
| 2245 | Nero Wolfe. L'ultima coincidenza          | Robert Goldsborough                 | The Last Coincidence | 9 febbraio 1992   |
| 2246 | Il gatto che giocava all'ufficio postale  | Lilian Jackson Braun                | The Cat Who Played Post Office | 16 febbraio 1992  |
| 2247 | Delitto sull'Iditarod Trail               | Sue Henry                           | Murder on the Iditarod Trail | 23 febbraio 1992  |
| 2248 | Condannata a morte                        | Dorothy Simpson                     | Doomed to Die | 1º marzo 1992     |
| 2249 | Artisti in delitto                        | Ngaio Marsh                         | Artists in Crime | 8 marzo 1992      |
| 2250 | Veleni e champagne                        | Diane Mott Davidson                 | Catering to Nobody | 15 marzo 1992     |
| 2251 | Partita con la morte                      | Joseph Hansen                       | The Boy Who Was Buried This Morning | 22 marzo 1992     |
| 2252 | Il volto di uno sconosciuto               | Anne Perry                          | Face of a Stranger | 29 marzo 1992     |
| 2253 | Il piacere della disonestà                | Charles Williams                    | Nothing in Her Way | 5 aprile 1992     |
| 2254 | Il volto del peccato                      | Ruth Rendell                        | The Face of Trespass | 12 aprile 1992    |
| 2255 | Neve rossa a Rocky Point                  | William L. Deandrea                 | Killed on the Rocks | 19 aprile 1992    |
| 2256 | Villa Maltraversi                         | Gianni Materazzo                    | | 26 aprile 1992    |
| 2257 | Il gatto che leggeva Shakespeare          | Lilian Jackson Braun                | The Cat Who Knew Shakespeare | 3 maggio 1992     |
| 2258 | La maschera del dio parlante              | Tony Hillerman                      | Talking God | 10 maggio 1992    |
| 2259 | Nel nome della legge                      | Charles Lachman                     | In the Name of the Law | 17 maggio 1992    |
| 2260 | Il mistero del terzo miglio               | Colin Dexter                        | The Riddle of the Third Mile | 24 maggio 1992    |
| 2261 | Lo scassinatore                           | David Goodis                        | The Burglar | 31 maggio 1992    |
| 2262 | L'orologio liquefatto                     | Stuart M. Kaminsky                  | The Melting Clock | 7 giugno 1992     |
| 2263 | Dieci per cento di vita                   | Hiber Conteris                      | El diez por ciento de vida | 14 giugno 1992    |
| 2264 | Dietro alla luce                          | Mario Coloretti                     | | 21 giugno 1992    |
| 2265 | Le catene della colpa                     | Geoffrey Homes                      | Build My Gallows High | 28 giugno 1992    |
| 2266 | La cantina n. 5                           | Shelley Smith                       | The Cellar No. 5 | 5 luglio 1992     |
| 2267 | L'asso nella manica                       | James Hadley Chase                  | An Ace Up My Sleeve | 12 luglio 1992    |
| 2268 | Incendio a Highgate Rise                  | Anne Perry                          | Highgate Rise | 19 luglio 1992    |
| 2269 | L'impronta dell'assassino                 | Cornell Woolrich                    | I Wouldn't be in Your Shoes, Three O'Clock, If I Should Die Before I Wake, I'll Never Play Detective Again, Change of Murder, Two Murders, One Crime | 26 luglio 1992    |
| 2270 | Tre topolini ciechi                       | Ed McBain                           | Three Blind Mice | 2 agosto 1992     |
| 2271 | Rombi di tuono per il dottor Fell         | John Dickson Carr                   | In Spite of Thunder | 9 agosto 1992     |
| 2272 | La scatola d'argento                      | Margaret Millar                     | The Listening Walls | 16 agosto 1992    |
| 2273 | Il gatto che parlava ai fantasmi          | Lilian Jackson Braun                | The Cat Who Talked to Ghosts | 23 agosto 1992    |
| 2274 | Una pista fredda per Matt                 | Lawrence Block                      | A Stab in the Dark | 30 agosto 1992    |
| 2275 | Nestor Burma e la spilla a forma di cuore | Léo Malet                           | Pas de bavards a la muette | 6 settembre 1992  |
| 2276 | la vacanza di Rostnikov                   | Stuart M. Kaminsky                  | Rostnikov's Vacation | 13 settembre 1992 |
| 2277 | Una scommessa da vincere                  | Craig Rice                          | The Wrong Murder | 20 settembre 1992 |
| 2278 | Forse sognare                             | Robert B. Parker                    | Perchance to Dream | 27 settembre 1992 |
| 2279 | Columbus Day                              | Claudia Salvatori                   | | 4 ottobre 1992    |
| 2280 | Terrore al villaggio                      | Henry Wade                          | New Graves at Great Norne | 11 ottobre 1992   |
| 2281 | Il cane che canta                         | James McClure                       | The Song Dog | 18 ottobre 1992   |
| 2282 | Il gatto che viveva alla grande           | Lilian Jackson Braun                | The Cat Who Lived High | 25 ottobre 1992   |
| 2283 | Giochi di morte                           | Margaret Maron                      | Baby Doll Games | 1º novembre 1992  |
| 2284 | La scomparsa dello zio Hamilton           | C.H.B. Kitchin                      | Death of His Uncle | 8 novembre 1992   |
| 2285 | F come fuggitivo                          | Sue Grafton                         | F is for Fugitive | 15 novembre 1992  |
| 2286 | Reportage mortale                         | Jeremiah Healy                      | Yesterday's News | 22 novembre 1992  |
| 2287 | Indagine a Skid Row                       | Fredric Brown                       | The Wench is Dead | 29 novembre 1992  |
| 2288 | Il mistero della stanza n. 3              | Colin Dexter                        | The Secret of Annexe 3 | 6 dicembre 1992   |
| 2289 | Una scommessa vinta                       | Craig Rice                          | The Right Murder | 13 dicembre 1992  |
| 2290 | Dissolvenza in Nero Wolfe                 | Robert Goldsborough                 | Wolfe Fade to Black | 20 dicembre 1992  |
| 2291 | Il vento oscuro                           | Tony Hillerman                      | The Dark Wind | 27 dicembre 1992  |
| 2292 | Delitti a Rutland Place                   | Anne Perry                          | Rutland Place | 3 gennaio 1993    |
| 2293 | Il lato oscuro della vita                 | James E. Martin                     | The Flip Side of Life | 10 gennaio 1993   |
| 2294 | Il sangue degli atridi                    | Pierre Magnan                       | Le sang des atrides | 17 gennaio 1993   |
| 2295 | La follia di Lieberman                    | Stuart M. Kaminsky                  | Lieberman's Folly | 24 gennaio 1993   |
| 2296 | L'eredità della vecchia signora           | Elizabeth Ferrars                   | Beware of the Dog | 31 gennaio 1993   |
| 2297 | La ragazza di Cassidy                     | David Goodis                        | Cassidy's Girl | 7 febbraio 1993   |
| 2298 | Sonno profondo                            | Frances Fyfield                     | Deep Sleep | 14 febbraio 1993  |
| 2299 | Uno sconosciuto nell'ombra                | Michael Allegretto                  | The Watchman | 21 febbraio 1993  |
| 2300 | Morsa di ghiaccio                         | Aaron J. Elkins                     | Make No Bones | 28 febbraio 1993  |

|  | I 100 successivi: Il Giallo Mondadori dal 2301 al 2400 |